# 保罗·A·刘易斯
保罗·A·刘易斯（英語：Paul Adin Lewis，1879年—1929年）是一位美国病理学与病毒学家，洛克菲勒医学研究所教授，1931年与理查德·E·肖普共同在猪鼻中发现了甲型流感病毒